# Virtual Skipper 4
Virtual Skipper 4 est un jeu vidéo de simulation de courses de voile développé par Nadeo et édité par Focus Home Interactive, sorti en 2005 sur Windows.

## Accueil
- Jeuxvideo.com : 17/20[1]